# Ministr pro sociální rovnost Izraele
Ministr pro sociální rovnost (hebrejsky שר לשוויון חברתי‎, sar le-šivjon chevrati), do srpna 2015 označovaný jako ministr pro seniory (hebrejsky שר לאזרחים ותיקים‎, sar le-ezrachim vatikim) je člen izraelské vlády, který stojí v čele ministerstva pro sociální rovnost. Post byl vytvořen na základě koaliční dohody mezi Kadimou a stranou Gil po volbách v roce 2006.
Jako první na tomto postu od 4. května 2006 působil Rafi Ejtan, navzdory tomu, že samotné ministerstvo vzniklo až 25. července 2007 po souhlasném hlasování Knesetu.
| ministr            | strana         | vláda    | od                | do                |
| ------------------ | -------------- | -------- | ----------------- | ----------------- |
| Rafi Ejtan         | Gil            | 31.      | 04. května 2006   | 31. března 2009   |
| Benjamin Netanjahu | Likud          | 32.      | 31. března 2009   | 18. března 2013   |
| Uri Orbach         | Židovský domov | 33.      | 18. března 2013   | 16. února 2015    |
| Benjamin Netanjahu | Likud          | 33.      | 16. února 2015    | 14. května 2015   |
| Gila Gamli'el      | Likud          | 34.      | 14. května 2015   | 17. května 2020   |
| Mejrav Kohen       | Likud          | 35., 36. | 17. května 2020   | 29. prosince 2022 |
| Amichaj Šikli      | Likud          | 37.      | 29. prosince 2022 | 24. ledna 2024    |
| Maj Golan          | Likud          | 37.      | 24. ledna 2024    |                   |

| náměstek    | strana | vláda | funkční období        |
| ----------- | ------ | ----- | --------------------- |
| Le'a Nasová | Likud  | 32.   | 31/3/2009 – 18/3/2013 |